# Manuel Baldé
Manuel Baldé, né le 14 novembre 2002 à Albufeira, est un footballeur international bissaoguinéen. Il joue au poste de gardien de but au FC Penafiel.

## Biographie

### En club
En 2020, il signe son premier contrat professionnel avec le FC Vizela.

### En sélection
En début d'année 2022, alors qu'il n'a encore jamais joué avec la Guinée-Bissau, il se voit retenu par le sélectionneur Baciro Candé afin de participer à la CAN 2021 organisée au Cameroun. Lors de cette compétition, il ne joue aucun match. Avec un bilan d'un nul et deux défaites, la Guinée Bissau est éliminée dès le premier tour.
Il joue son premier match en sélection le 23 mars 2022, lors d'une rencontre amicale gagnée 3-0 contre la Guinée équatoriale.